# 馬克利安421
馬克利安421（Mrk 421，Mkn 421）是位於大熊座的一個蝎虎座BL型天體和耀变体，是一個強大的伽马射线。距離地球約有3.97億光年（紅移：z=0.0308 eq. 122Mpc）至4.34億光年（133Mpc）之間，是最接近地球的蝎虎座BL型天體之一，因此是夜空中最亮的耀變體。由於其活躍的性質，它被懷疑其中心擁有一個超大質量黑洞，其中馬克利安421-5是一個早期的高傾角螺旋星系，位於馬克利安421東北方14弧秒處。
該耀變體於1992年由惠普天文台的M.賓治（M.Punch）首次被確定為甚高能伽馬射線體，並於1996年由J·蓋多斯（J. Gaidos）測量到非常快速的極高能伽瑪射線爆發（15分鐘的上升時間）。馬克利安421後來於2001年再度爆發，並由整個地球耀變體望遠鏡計劃負責監測。
由於其亮度（約為13.3星等，最大11.6星等和最小16星等），該物體也可以在較小的望遠鏡中被業餘愛好者觀察到。

## 外部連結
- WikiSky上关于馬克利安421的内容：DSS2, SDSS, GALEX, IRAS, 氢α, X射线, 天文照片, 天图, 文章和图片
- Focus on Markarian 421 （页面存档备份，存于）
- Gokus, Andrea;  et al. . . 2021: 869. doi:10.22323/1.395.0869 .